# Шпах, Израэль
Израэль Шпах (1560—1610) — германский врач, медицинский писатель и преподаватель медицины.
Биографических сведений о нём сохранилось мало. Известно, что в 1581 году он получил степень доктора медицины в Тюбингенском университете, а с 1589 года преподавал медицину, а также древнееврейский язык в Страсбургском университете, имея звание профессора медицины.
Известен своими крупными сборниками работ по медицине, написанными на латыни: «Nomenclator scriptorum medicorum, hoc est: elenchus eorum qui artem medicam suis scriptis illustrarunt, secundum locos communes ipsius medicinae, cum duplici indice et rerum et auctorum» (Франкфурт, 1591) и «Gynaeciorum sive de mulierum affectibus et morbis libri graecorum, arabum… opus ex multis auctoribus congestum» (Страсбург, 1597; там же, 1598).